# 三野正洋
三野 正洋（みの まさひろ、1942年 - ）は、日本の作家、戦史研究家、工学者。

## 略歴
1942年、千葉県に生まれる。1966年日本大学理工学部機械工学科卒業後、大手造船会社にて機関開発に従事。その後、日本大学生産工学部教養・基礎科学教室勤務。同専任講師、助教授、准教授を経て2007年に定年退職。その後非常勤講師(空気力学)を勤める。学部勤務中はホバークラフト、エアボート、風車システムの設計などに従事した。

## 著書など
- 『小型風車ハンドブック』（共著）1980年、パワー社 ISBN 978-4827722215
- 『日本軍の小失敗の研究 現代に生かせる太平洋戦争の教訓』（正 1995年 ・ 続 1996年）、光人社
- 『ホバークラフト・トータルガイド 改訂版』1997年、パワー社、ISBN 4-8277-3029-6
- 『わかりやすいアフガニスタン戦争 「赤い帝国」最強ソ連軍、最初の敗退』 1998年、光人社、ISBN 4-7698-0851-8
- 『艦船マニアの基礎知識 誰も教えてくれなかったツボのすべて』1998年、イカロス出版、ISBN 978-4871491259
- 『わかりやすいベトナム戦争 超大国を揺るがせた15年戦争の全貌』2008年、光人社、ISBN 978-4769825821
- 『ドイツ軍の小失敗の研究 第二次世界大戦戦闘・兵器学教本』2007年、光人社、ISBN 978-4769822851
- 『改善のススメ 戦争から学ぶ勝利の秘訣24条』、2000年、光人社、ISBN 978-4102900222
- 『組織の興亡 日本陸軍の教訓』（共著）、2000年、ワック、ISBN 978-4898310151
- 『どの民族が戦争に強いのか？ 戦争・兵器・民族の徹底解剖』、2000年、光人社、ISBN 978-4769809883

など著書多数
- テレビ番組『もう一つの日本海海戦』監修